# Saint-Saturnin-de-Lucian
Saint-Saturnin-de-Lucian là một xã thuộc tỉnh Hérault trong vùng Occitanie phía nam nước Pháp.